# Gümüşlük, Tekman
Gümüşlük là một xã thuộc huyện Tekman, tỉnh Erzurum, Thổ Nhĩ Kỳ. Dân số thời điểm năm 2011 là 122 người.